# Abderrahmane Ben Ezzedine
 (janvier 2018).
Si vous disposez d'ouvrages ou d'articles de référence ou si vous connaissez des sites web de qualité traitant du thème abordé ici, merci de compléter l'article en donnant les références utiles à sa vérifiabilité et en les liant à la section « Notes et références ».
Abderrahmane Ben Ezzedine, né le 25 décembre 1933 à Tunis, est un footballeur et entraîneur tunisien.
Originaire du quartier populaire de Bab Menara, il signe en 1946 sa première licence au club du Club africain. En 1948, il signe chez le club rival de l'Espérance sportive de Tunis où il dispute son premier match avec les seniors durant la saison 1952-1953, face au club d'En-Najah Sports (actuel Club olympique des transports) en coupe de Tunisie. En 1956-1957, il remporte la coupe de Tunisie, aux dépens de l'Étoile sportive du Sahel, sur le score de 2 à 1 ; il marque alors le premier but pour son club.
En 1953-1954, il rejoint l'équipe de Tunisie de football et se maintient en sélection jusqu'en 1961. De 1970 à 1975, il entraîne son ancienne équipe de l'Espérance sportive de Tunis. Il remporte trois titres de champion de Tunisie en 1960, 1970 et 1976.
Diplômé de la Haute école de football de Belgrade et major de sa promotion en 1963, il devient le premier président et fondateur de l'amicale des anciens sportifs et le premier entraîneur professionnel de football en Tunisie.
Il est l'auteur en 1968 d'un ouvrage sur l'apprentissage de la technique générale du football. Conseiller technique au ministère de la Jeunesse et des Sports de 1968 à 1970, il a durant créé cette période des écoles de football sur tout le territoire.

## Palmarès
- Championnat de Tunisie de football : 1958, 1959, 1960, 1970, 1976
- Coupe de Tunisie de football : 1957